# 虎龍清花
虎龍 清花（こたつ きよか、2000年12月1日 - ）は、日本の女性プロレスラー、女優、アクション俳優。2024年12月17日まで福田 茉耶（ふくだ まや）として活動。群馬県邑楽郡出身。

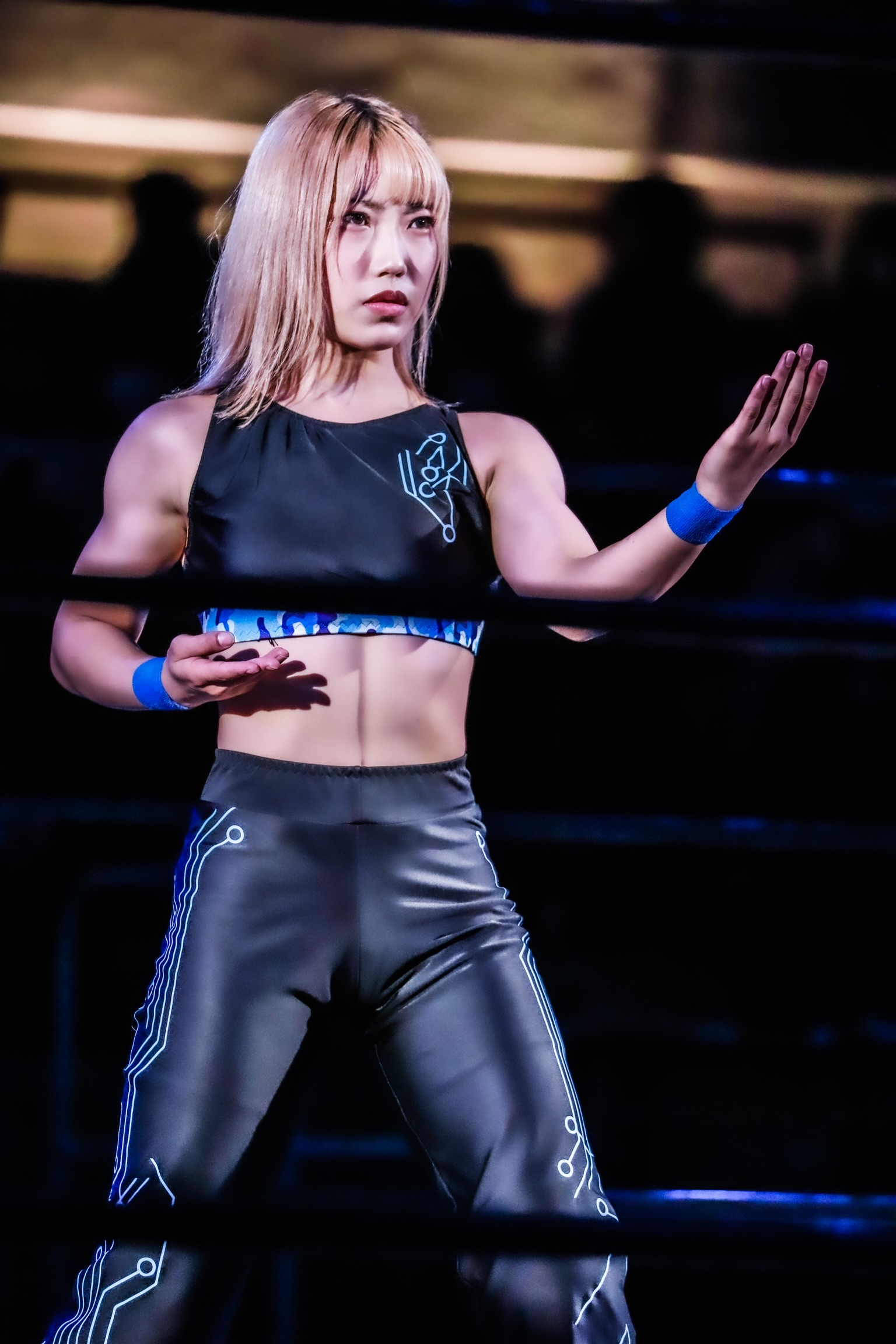
2022.11.23 GLEAT 後楽園ホール大会にて撮影

## 所属
- フリーランス（2021年、2024年 - ）
- GLEAT（2022年 - 2024年）

## 経歴・戦歴
- 1歳から芸能活動を開始し、14歳からアイドルふらぷろ生として2年間活動。その後浅井星光の元でアクションの基礎を3年間学んだのちRHYTHM COLLECTIONに所属しアクション俳優に転向。
- 花咲徳栄高等学校卒業[2]。
- 坂口拓と共演した際リアルアクション道に触れ格闘技に目覚める。
- 8歳から続けている空手道では第6回および第7回剛柔会空手道世界選手権大会で優勝を果たしている。
- Actwres girl'Zが行っている舞台「アクトリング」に役者としてキャストに加わっていた縁で、Actwres girl'Z代表の坂口敬二に田村潔司を紹介される。2021年3月よりトレーニングをはじめる。

2021年
- 7月1日、GLEAT旗揚げ戦「GLEAT Ver.1」TDCホール大会に参戦し、LIDET UWFルールでセンダイガールズプロレスリング所属の橋本千紘戦でデビュー。ブラジリアンキックをクリーンヒットさせる場面があったが、橋本の猛攻を受け、最後はアンクルホールドでギブアップ負けとなった[3][4]。
- 10月9日、GLEAT「LIDET UWF Ver.1」新宿FACE大会にて、LIDET UWFルールでGLEATの宮城倫子と対戦。宮城から徐々にロストポイントを減らされ、ダウンを奪う場面があったが、最後はチョークスリーパーでギブアップ負け[5]。デビューしてから2連敗となった。その後はアクトリングをはじめ舞台などの芸能活動がメインとしている。

2022年
- 6月末をもって、アクトリングおよびアクトレスガールズ卒業を発表[6]。
- 7月1日、GLEAT入団を発表[7]。総合部門の専属選手として参加。
- 11月23日、「G PROWRESTLING Ver.39」後楽園ホール大会のLIDET UWFルールにて宮城倫子からブラジリアンキックでKO勝利。
- 12月14日「GLEAT MMA」後楽園ホール大会でキックボクシングデビュー。
- その後はLIDET UWFルール、キックボクシングルールにて試合に出場している。

2024年
- 6月22日、「ブラッドスポーツ 武士道」に出場し、小波と対戦した[8]。
- 6月24日、7月1日をもってGLEAT退団を発表[9]。当日開催されるGLEAT興行には出場しない。所属での最終試合は「ブラッドスポーツ 武士道」参戦となった。
- 12月17日、リングネームを虎龍 清花（こたつ きよか）に改める。
- 12月29日、スターダム両国国技館大会の朱里 vs 小波の試合後に朱里の救出に現れ、スターダムへの参戦を表明[10]。

2025年
- 1月3日、スターダム有明大会でスターダム初参戦。朱里率いるGod'sEyeとして出場しH.A.T.E.のフキゲンです★からブラジリアンキックからのアキレス腱固めで勝利。
- 1月26日、スターダム高田馬場大会さくらあやとUWFルールで対戦しブラジリアンキックからアキレス腱固めをかけるが極めきれず変形の膝固めへ移行し勝利。
- 2月24日、スターダム宇都宮大会で小波にトライアングルランサーでタップアウト負け。
- スターダム宇都宮大会で以前から H.A.T.Eに集中攻撃を受け負傷中の左腕をタップアウト後も技を極め続けられ欠場へ。
- 4月27日、横浜アリーナで復帰。

## 得意技
- ブラジリアンキック
- アキレス腱固め
- 閃光の変則蹴り

## 出演

### 映画
- こどもサミット（2014年）
- ウォルトディズニーオズ はじまりの戦い（2013年） 吹き替え　- ガトリングの少女　役
- 暴力無双－サブリミナル・ウォー－（2021年） - アマゾネス役

### ドラマ
- NHK脚本家野沢尚〜妻の追憶の日々〜（2008年）- 娘　ゆい　役
- 悪夢ちゃん（2012年）- 大津　役

### TV
- あのアスリートが影響を受けたまさかの人（2019年）- 石川佳純 役
- ぐるぐるナインティナイン（2018年） - 戸田恵子 役
- フルタチさん（2017年）
- 好きか嫌いか言う時間（2017年）
- ザ!世界仰天ニュース（2009年）
- 世界一受けたい授業（2009年）
- シャキーン! モノログコーナー（2008年）
- キッズステーション アンパンマン情報局（2008年）

### 舞台
- アクトリング #1.Prologue（2021年） - 八咫烏焔 役
- プロジェクトk 無音（2017年）- 直子 役
- 壬生のほたる（2020年）- 小坊主　万年　役
- ダンスアクションミュージカルやさしい悪魔（2019年）- メンソン　役
- 僕らは生まれ変わった木の葉のように（2019年）- コロス　役
- MARI GOLD〜絶望の花言葉〜（2019年）- ヨンジュ　役

### イベント
- SiAM&POPTUNe シャム猫団のサーカスツアー ファイナル 〜 猫とピエロの音楽会〜（2016年）- オープニングアクト
- 薄桜鬼としまえんコラボイベント（2013年） - 寺子屋の娘　役

### CM
- モンスターストライク高校野球応援ドラマこの想 い届け!!偏 （2016年）
- ヘブンズラッシュ（2022年）　結奈役　監督：阪元裕吾

### ゲーム
- 26willの間森羅万象地球図鑑戦争とは何か（2009年）

### スチール
- ReBNA（2019年）
- 岩田光央 CDジャケット（2007年）
- ベネッセコーポレーション（2005年）

## 入場曲
- 「ヒノトリ」/ 乃綾